# Sceloporus goldmani
Espèce
Statut de conservation UICN

 EN B1ab(ii,iii)+2ab(iii) : En danger
Sceloporus goldmani est une espèce de sauriens de la famille des Phrynosomatidae.

## Répartition
Cette espèce est endémique du Mexique. Elle se rencontre dans les États du Coahuila, du Nuevo León et de San Luis Potosí.

## Étymologie
Cette espèce est nommée en l'honneur d'Edward Alphonso Goldman.

## Publication originale
- Smith, 1937 : A synopsis of the Scalaris group of the lizard genus Sceloporus. Occasional Papers of the Museum of Zoology, University of Michigan, no 361, p. 1-8 (texte intégral).